# Allsvenskan de 1993
A Primeira Divisão do Campeonato Sueco de Futebol da temporada 1993, denominada oficialmente de Allsvenskan 1993, foi a 69º edição da principal divisão do futebol sueco. O campeão foi o IFK Göteborg que conquistou seu 14º título nacional e se classificou para a Liga dos Campeões da UEFA de 1994-95.

## Premiação
| Allsvenskan 1993                  |
| Sweden                            |
| --------------------------------- |
| IFK GÖTEBORG Campeão (14º título) |